# Enrique Vila-Matas
Enrique Vila-Matas (* 31. března 1948, Barcelona) je španělský spisovatel.

## Život
Vystudoval práva a žurnalistiku. V roce 1968 se stal redaktorem filmového časopisu Fotogramas. V roce 1970 režíroval dva krátké filmy, Todos los jóvenes tristes a Fin de verano. V roce 1971 absolvoval vojenskou službu v Melille, kde v zadní místnosti obchodu s vojenskými potřebami napsal svou první knihu, Mujer en el espejo contemplando el paisaje. Po návratu do Barcelony pracoval jako filmový kritik pro časopisy Bocaccio a Destino. V letech 1974 až 1976 žil v Paříži, v podkroví, které si pronajal od spisovatelky Marguerite Durasové. Zde napsal svůj druhý román La asesina ilustrada. Jeho třetí a čtvrtá kniha, Al sur de los párpados a Nunca voy al cine, vyšly v letech 1980 a 1982, ale teprve s vydáním knihy páté (Historia abreviada de la literatura portátil) v roce 1985 se opravdu prosadil na knižním trhu. Tato kniha se mimochodem odehrává v Praze a uvozuje ji citát z díla Vladimíra Holana. Prahu však autor prvně navštívil až v roce 2005, na pozvání Cervantesova institutu. Nejslavnější jeho knihou se stal román Bartleby a spol. (2000). Český literární časopis A2 ho zařadil mezi nejlepší světové prózy po roce 2000.
Je zakládajícím rytířem Řádu Finneganů, skupiny, která se schází v Dublinu každý rok 16. června na počest Jamese Joyce a jeho románu Odysseus.

### Česky vyšlo:
- Bartleby a spol, Garamond 2006 (překlad Lada Hazaiová)